# Ерік Пеку
Ерік Пеку (фр. Éric Pécout, нар. 17 лютого 1956, Блуа) — французький футболіст, що грав на позиції нападника за низку французьких клубних команд та національну збірну Франції.
Триразовий чемпіон Франції і дворазовий володар Кубка Франції.

## Клубна кар'єра
У дорослому футболі дебютував 1974 року виступами за команду «Нант», в якій провів сім сезонів, взявши участь у 156 матчах чемпіонату. Більшість часу, проведеного у складі «Нанта», був основним гравцем атакувальної ланки команди. У складі «Нанта» був одним з головних бомбардирів команди, маючи середню результативність на рівні 0,47 гола за гру першості. За цей час двічі виборював титул чемпіона Франції, ставав володарем Кубка Франції.
Згодом з 1981 по 1988 рік грав у складі команд «Монако», «Мец», «Страсбур» та «Кан». У складі «Монако» утретє став чемпіоном Франції, а разом із «Мецем» удруге став володарем Кубка Франції.
Завершував ігрову кар'єру в «Турі», за який виступав протягом 1988—1989 років.

## Виступи за збірні
1976 року захищав кольори олімпійської збірної Франції, у складі якої був учасником футбольного турніру на Олімпійських іграх 1976 року в Монреалі, де виходив на поле у двох матчах.
1979 року дебютував в офіційних матчах у складі національної збірної Франції і протягом двох років провів у її формі 5 матчів, забивши один гол.

## Титули і досягнення
- Чемпіон Франції (3):

«Нант»: 1976–1977, 1979–1980
«Монако»: 1981–1982
- Володар Кубка Франції (2):

«Нант»: 1978–1979
«Мец»: 1983–1984